# +\-
+\- (плюс\минус) — украинская маткор-группа, образовавшаяся в 2005 году в Киеве.

## История
+\- (плюс\минус) образовали весной 2005 года в Киеве бас-гитарист Максим Сикаленко, ударник Анатолий Иванин и вокалист Егор Персиянцев. Позже в состав пришли гитаристы Юрий и Илья Суворов. В 2007 году группа выпускает первое демо и даёт ряд концертов по Украине, в том числе принимает участие в одном из самых крупных метал фестивалей СНГ — Metal Heads Mission.
Спустя год, 7 мая 2008 года, на украинском лейбле Moon Records выходит одноимённый дебютный ЕР команды. Запись проходила на киевских студиях White Studio и BAMBRophon, под чутким руководством звукорежиссёра Сергея «KNOB» Любинского. Летом 2008 года, диски коллектива вышли в продажу на одном из самых крупных панк\хардкор мерч онлайн магазинов Европы и США interpunk.com. В то же время был снят дебютный клип группы на песню «Animal», который был запущен в ротации телеканалов Украины и России аккурат под Новый Год. Осенью 2009 года группа установила рекорд, став первой командой с Украины, посещаемость myspace-странички со всего мира которой перевалила за 1 000 000 просмотров и прослушиваний. В феврале 2010 года один из самых влиятельных американских журналов Decibel высоко оценил её экспериментальный вокал и окрестил её экстремальный музыкальный стиль «кромсающим».
17 июня на сервисе iTunes вышел дебютный альбом группы под названием Emerald Island. 1 июня того же года диск вышел на лейбле Moon Records на территории Украины и спустя три недели (22 июля) на российском лейбле Delicious Music. 20 октября 2010 года группа презентовала видеоработу на композицию Nimrod Glacier, вошедшую в дебютный альбом. Режиссёром и автором сценария выступил киевский художник Алексей Дивисенко. Так же в качестве монтажёра выступил режиссёр и лауреат нескольких премий в области визуального искусства из Турции — Volkan Ergen.
В 2019 году в украинском онлайн-журнале «Слух» был опубликован список 50 лучших альбомов десятилетия. На 46 месте разместился альбом +\- Emerald Island. По мнению редакции, «это тяжёлая, гневная и мастерская работа, которая звучит очень актуально в реалиях украинского тяжёлого андеграунда».

## Состав

### Нынешний состав
- Станислав Шмелевский — вокал (с 2009 года)
- Александр Черников — гитара, (с 2010 года)
- Максим Сикаленко — бас-гитара, тексты (с 2005 года)
- Вячеслав Иваненюк — ударные (с 2007 года)

### Бывшие участники
- Илья Суворов — гитара, (2005—2010)
- Анатолий Иванин — ударные, (2005—2007)
- Юрий — гитара (2005—2007)
- Егор Персиянцев — вокал (2005—2009)

## Дискография

### Альбомы
| Год  | Название       | Лейбл                         |
| ---- | -------------- | ----------------------------- |
| 2010 | Emerald Island | Moon Records, Delicious Music |

### EPs
| Год  | Название | Лейбл        |
| ---- | -------- | ------------ |
| 2008 | +\- EP   | Moon Records |

### Музыкальные видео
| Year | Песня            | Режиссёр          |
| ---- | ---------------- | ----------------- |
| 2008 | «Animal»         | Василий Прозоров  |
| 2010 | «Nimrod Glacier» | Алексей Дивисенко |